# 松堉
松堉（1842年—？），字遂生，吴朗吉汉爾门氏，蒙古镶白旗人。同治甲子举人，光绪丁丑进士。
历任直隶榆林县、元氏县知县，升用直隶州知州，钦加同知銜。赏戴蓝翎，诰授中宪大夫。

## 家庭
- 曾祖吉祿，嘉庆乙丑进士，詹事府经局洗马；
- 曾祖母王氏，四川保寧府巴州知州文龍之女；
- 祖父桂星，道光己丑进士，四川江油县知县；
- 祖母那拉氏，镶红旗满洲理藩院笔帖式扎拉罕之女，驻藏大臣恩慶之妹；
- 父廉敬，道光己亥举人，直隶古北口、独石口理事同知；
- 胞叔廉隅，咸丰丙辰进士，山西、奉天等地知县；
- 胞曾叔祖吉恒，嘉庆己巳进士，广东布政使；
- 嫡堂叔桂楙，道光丙申进士，兵部武选司郎中；[2]
- 堂姑：叔祖桂長之女，和硕鄭順亲王慶至嫡福晋；[3]
- 嫡堂妹：胞叔咸丰乙卯举人廉恩之女，嫁多羅裕僖郡王亮煥玄孙宗室繼麟；
- 堂妹：堂叔廉礪之女，嫁多羅安郡王岳樂后代宗室寶興。[4]